# بتی پیج
بتی می پیج (به انگلیسی: Bettie Mae Page؛ ۲۲ آوریل ۱۹۲۳ – ۱۱ دسامبر ۲۰۰۸) مدل آمریکایی بود که در دههٔ ۱۹۵۰ برای عکس‌های پین‌آب خود به شهرت رسید. وی غالباً به عنوان «ملکهٔ پین‌آپ» نامیده می‌شد و موهای بلند مشکی، چشم‌های آبی و چتری‌های نماد بازرگانی وی برای نسل‌ها هنرمندان را تحت تأثیر قرار داده است. بعد از مرگ وی هیو هفنر، بنیان‌گذار  پلی‌بوی او را اینگونه توصیف می‌کرد: «بانویی قابل‌توجه، فیگور آیکانیک در فرهنگ پاپ که بر تمایلات جنسی و سلیقه در مد تأثیر گذاشت و کسی‌که تأثیر بسزایی بر جامعهٔ ما داشت.»
پیج که اهل نشویل، تنسی است، در سال‌های اولیهٔ بزرگسالی در کالیفرنیا زندگی می‌کرد و سپس به نیویورک سیتی نقل مکان کرد تا به‌عنوان بازیگر شروع به‌کار کند و در آنجا به‌عنوان مدل پین‌آپ کار پیدا کرد و در طی دههٔ ۱۹۵۰ برای چندین عکاس مختلف ژست گرفت. پیج عنوان «خانم ژانویهٔ ۱۹۵۵» را در برگرفت و یکی از اولین همبازیان ماه برای مجلهٔ پلی‌بوی نیز بود. وی در دههٔ ۱۹۸۰ پس از سال‌ها گمنامی دوباره محبوبیت خود را تجربه کرد.
در سال ۱۹۵۹ پیج دین خودرا به اونجلیسم تغییر داد و برای بیلی گراهام کار کرد و در کالج‌های مختلف انجیل در لس آنجلس، پورتلند و اورگان به قصد تبدیل شدن به یک داعی تحصیل کرده بود. از اواخر زندگی پیج با افسردگی و نوسانات خلقی وحشتناک و چندین سال بستری شدن در بیمارستان روان‌پزشکی دولتی که منجر به تشخیص داده شدن وی باشیزوفرنی پارانوئید شد، یاد می‌شود.